# Storia dell'architettura e dell'arte a Milano

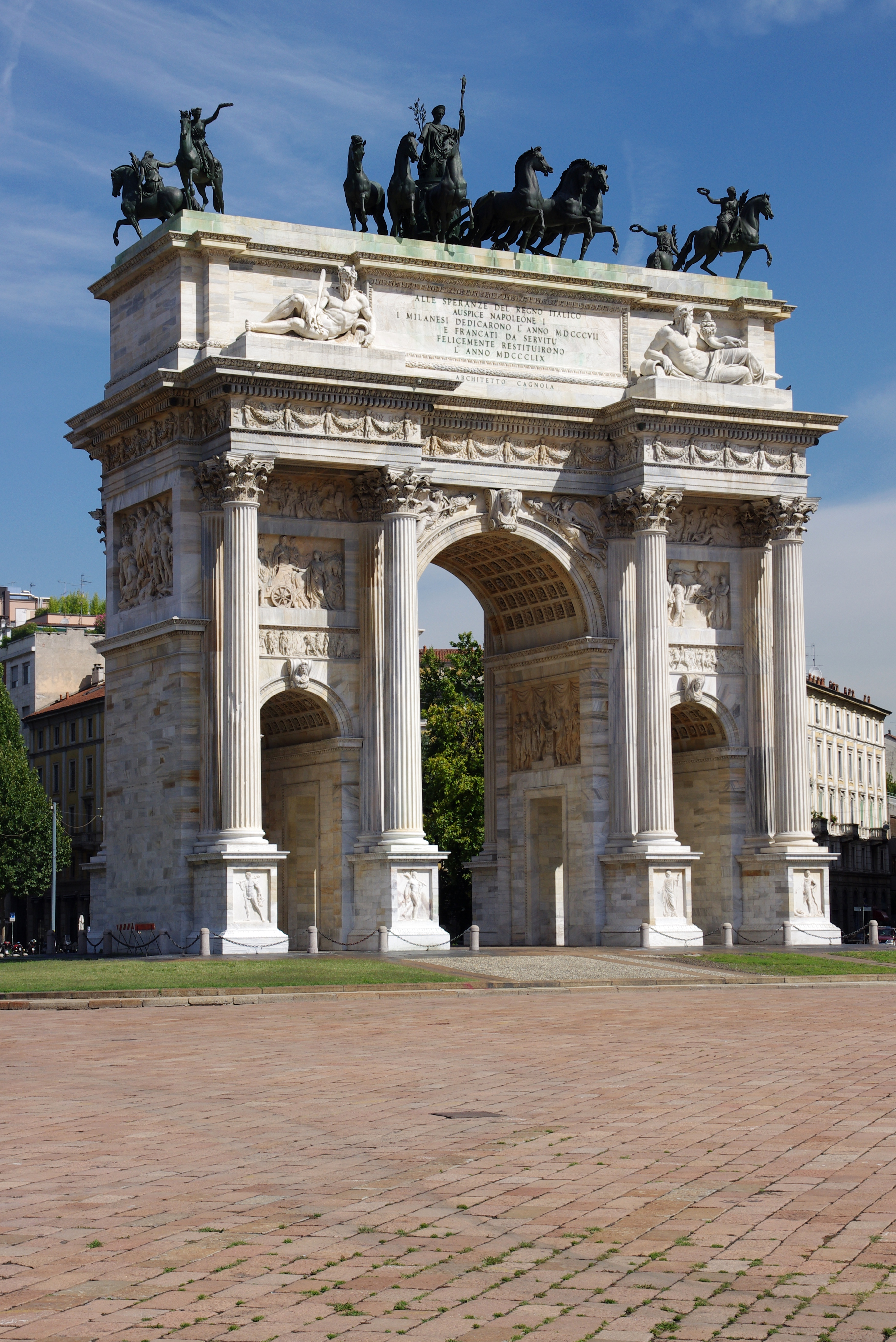
L'Arco della Pace, l'esempio più celebre del neoclassicismo a Milano

La presenza architettonica e artistica a Milano rappresenta uno dei punti di attrazione del capoluogo lombardo. Milano è stata infatti tra i centri italiani più importanti della storia dell'architettura, ha fornito importanti contributi allo sviluppo della storia dell'arte ed è stata la culla di alcuni movimenti d'arte moderna.

## Storia

### Il gotico

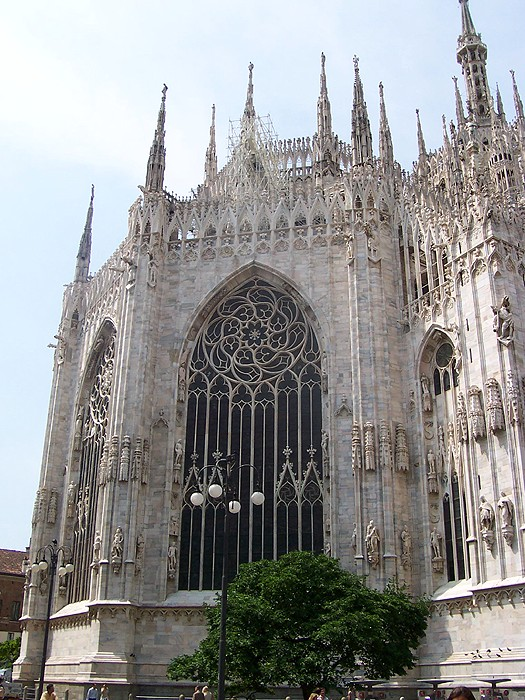
Scorcio del Duomo di Milano, esempio più celebre di gotico milanese

Il gotico milanese fu un'esperienza artistica cittadina a cavallo tra la seconda metà del XIII secolo e la prima metà del XV secolo che venne inizialmente introdotto nel territorio milanese dai monaci cistercensi. Fu il principale linguaggio artistico del vasto programma mecenatesco e autocelebrativo dei Visconti, signori di Milano, al cui dominio sulla città viene solitamente associato il periodo gotico milanese.
Come data convenzionale dell'inizio dell'esperienza gotica nel territorio della signoria di Milano viene spesso indicata la salita al potere della famiglia Visconti nel 1282. La penetrazione delle nuove tendenze artistiche d'Oltralpe arrivò quindi in ritardo rispetto al centro Italia, dove il gotico cistercense aveva già prodotto quasi un secolo prima l'abbazia di Fossanova (1187) e l'Abbazia di Casamari (1203). Questo ritardo nell'introduzione del linguaggio gotico nel milanese è spiegabile dalla forte e radicata presenza dell'architettura romanica, anche in virtù del legame tra questa architettura e l'Impero, che non per niente fu superata solo con il nuovo corso politico della signoria dei Visconti.
La data tuttavia è solamente indicativa in quanto il primo esempio di gotico comparve a Milano ad opera dei monaci cistercensi nella prima metà del XIII secolo: nel 1221 l'abbazia di Chiaravalle veniva consacrata dal vescovo Enrico Settala. Allo stesso tempo però lo stile gotico non si diffuse in maniera apprezzabile nel territorio, peraltro con stilemi fortemente influenzati dal romanico, fino all'opera di Azzone Visconti tra il 1329 e il 1339, che introdusse presso la sua corte artisti pisani e fiorentini.

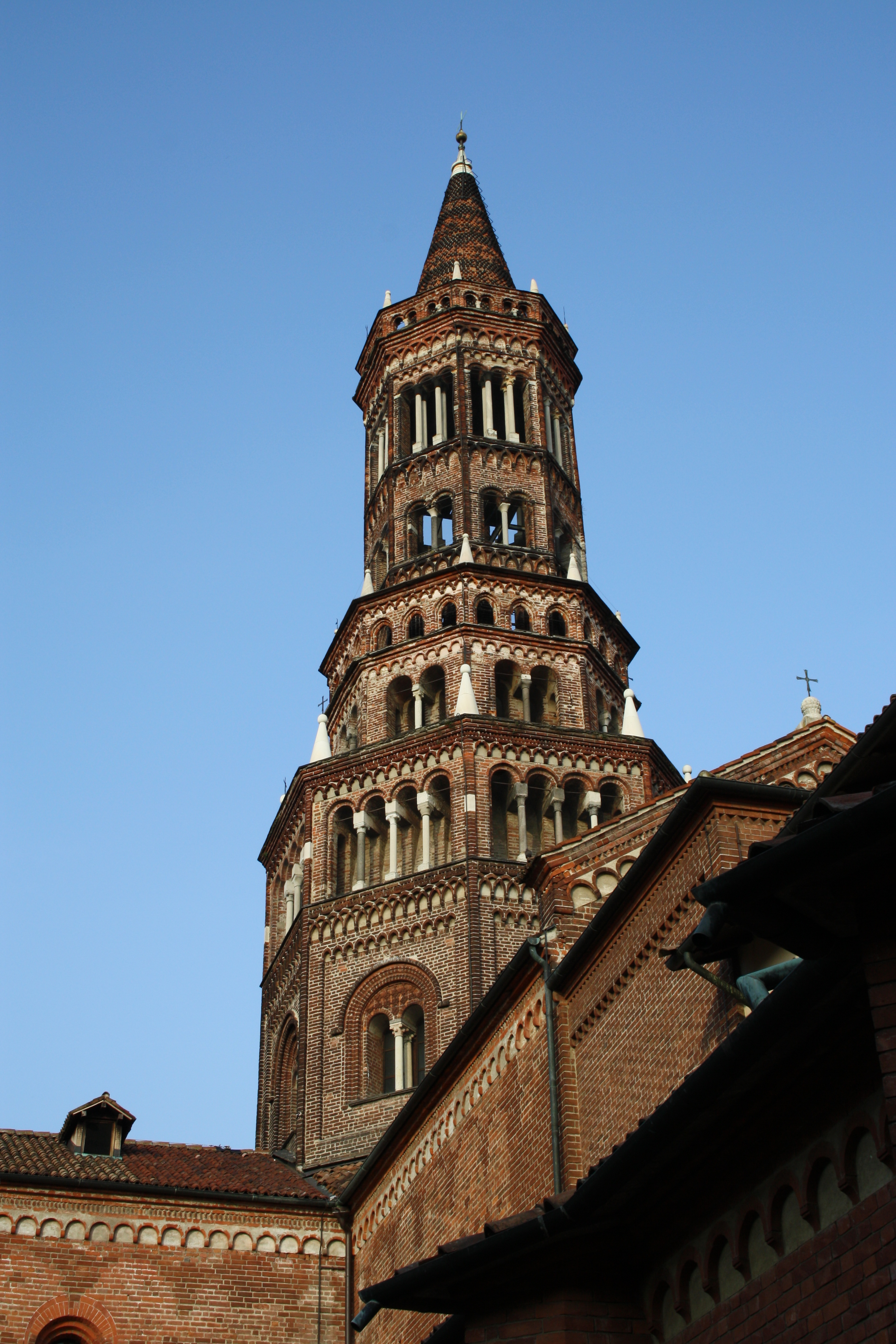
Torre nolare dell'abbazia di Chiaravalle

Il fitto programma di sostegno alle arti inaugurato da Azzone Visconti fu portato avanti dal suo successore Bernabò Visconti, ma soprattutto da Gian Galeazzo: sotto la sua signoria venne inaugurato il più grande cantiere gotico italiano per la costruzione della nuova cattedrale cittadina. Per tale opera, che nella mente del duca sarebbe stata monumentale e grandiosa, furono chiamati a Milano architetti e artisti da tutta Europa: il continuo confronto tra maestranze locali e straniere contribuì a portare a maturazione lo stile gotico lombardo, prima di allora ancorato alla forte eredità romanica, creando una sintesi tra l'architettura gotica italiana ed europea.
Dopo una battuta di arresto dovuta ad un turbolento periodo politico dopo la morte di Gian Galeazzo Visconti, lo splendore artistico milanese riprese vigore sotto Filippo Maria Visconti che nella prima metà del Quattrocento trasformò la corte milanese in uno dei maggiori centri dell'umanesimo italiano, chiamando al suo servizio personalità come Francesco Filelfo, Pier Candido Decembrio, Gasparino Barzizza e Antonio da Rho. Negli ultimi anni della signoria viscontea, analogamente a quanto successo a Firenze, si ebbero poi i primi sentori della nuova arte rinascimentale con l'operato di Masolino da Panicale a Castiglione Olona.
La conclusione dell'esperienza gotica viene quindi indicativamente fatta coincidere col crollo della signoria viscontea nel 1447, con uno stile tardogotico che sarebbe stato innestato sulle precoci esperienze rinascimentali centro italiane a dar vita al rinascimento lombardo.

### L'arte del Cinquecento

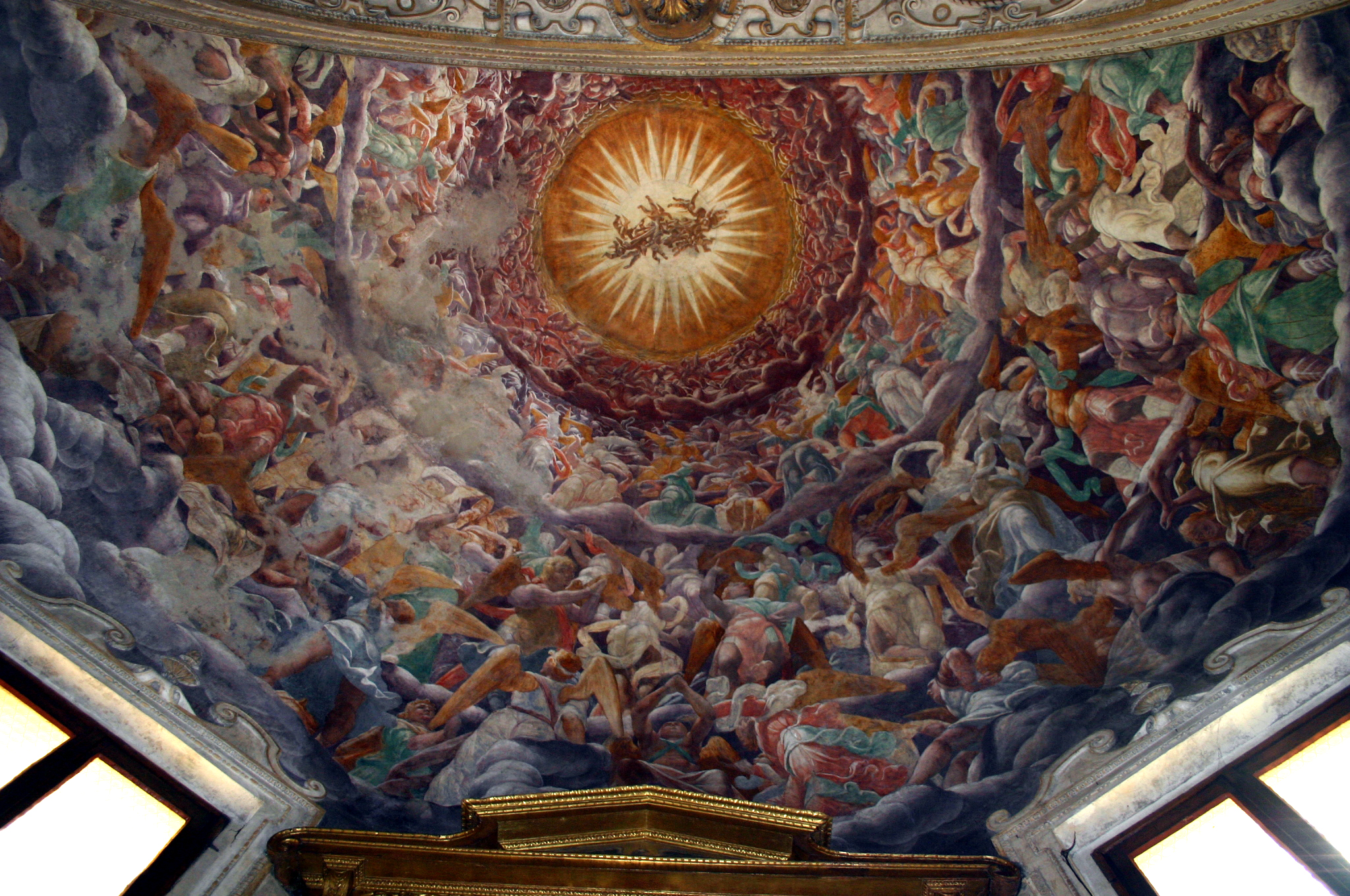
Giovanni Paolo Lomazzo, Gloria Angelica, cappella Foppa, chiesa di San Marco, tipico esempio di arte del secondo Cinquecento a Milano

Degna di nota è anche l'arte del secondo Cinquecento a Milano, che si sviluppò, a Milano, come altrove, su più filoni e stili riassumibili nel manierismo, nell'arte controriformata e classicismo. Queste correnti si divisero la scena artistica cittadina spesso subendo reciproche contaminazioni.
La scena artistica milanese del secondo Cinquecento deve quindi essere analizzata considerando la particolare posizione della città: se per l'Impero Spagnolo rappresentava uno strategico avamposto militare, dal punto di vista religioso si trovava al centro del conflitto tra Chiesa cattolica e Chiesa riformata. Di conseguenza il maggior contributo fu dato dall'arte religiosa a fronte di una minore produzione artistica e architettonica civile. Se nell'adottare lo stile manieristico i committenti e gli artisti cittadini ebbero come riferimento esperienze di derivazione centro-italiana, la posizione della città vicino alla Svizzera protestante fece di Milano uno dei principali centri di fioritura ed elaborazione dell'arte controriformata, grazie alla capillare azione di san Carlo Borromeo.
Il toscano Domenico Giunti e il perugino Galeazzo Alessi furono i primi architetti a distaccarsi dalla tradizione tardorinascimentale lombarda. Al primo si devono la chiesa di San Paolo Converso e la chiesa di Sant'Angelo, impostate secondo il medesimo schema costruttivo a navata unica con cappelle laterali con copertura a volta a botte, citazione dell'albertiana Basilica di Sant'Andrea già riscontrata nella chiesa di Santa Maria presso San Satiro bramantesca. Il primo lavoro a Milano di Vincenzo Seregni, escluso l'apprendistato nella Fabbrica del Duomo, fu invece nella ricostruzione della chiesa di San Vittore al Corpo in una collaborazione con l'Alessi. L'Alessi proseguì nel suo programma controriformistico con la costruzione della nuova chiesa di San Barnaba per i padri Barnabiti, ordine da poco creato per favorire la diffusione della dottrina tridentina: l'impianto interno a navata unica si può considerare uno dei primi tentativi di "basilica della Riforma".

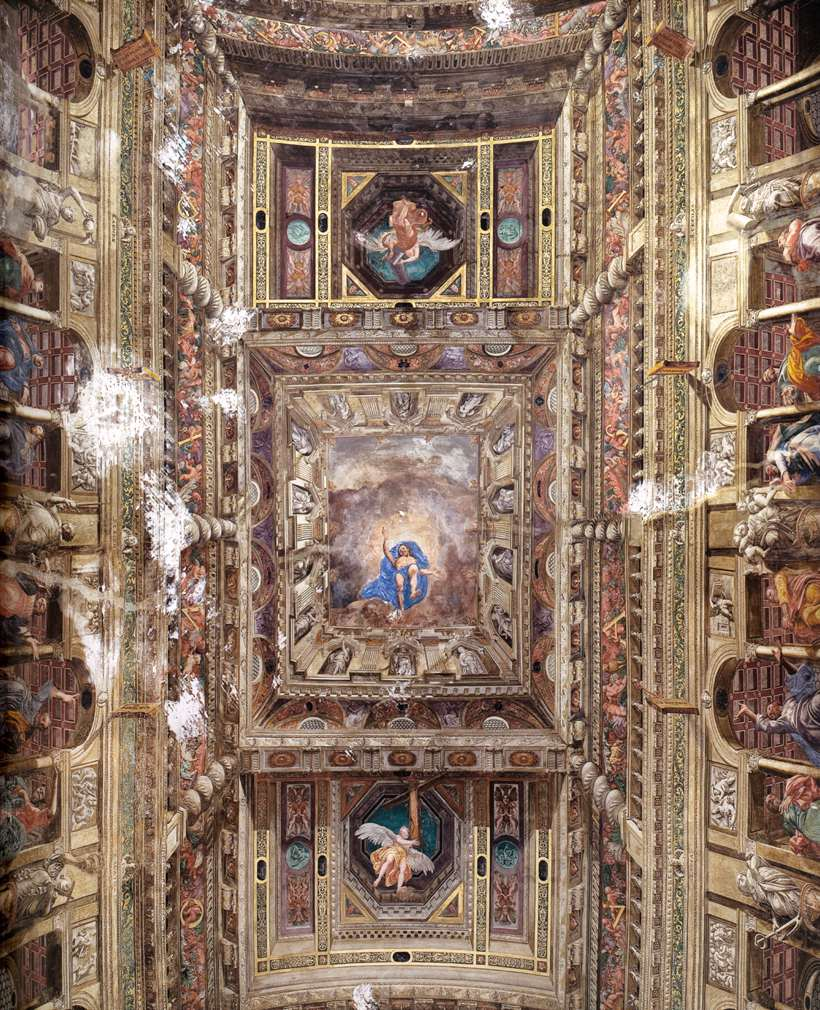
Vincenzo Campi, Ascensione di Cristo (1588), chiesa di San Paolo Converso

Nel programma controriformato del cardinale Carlo Borromeo nella città di Milano, vi era anche il proposito di portare nella città la compagnia dei Gesuiti che aveva avuto modo di conoscere nei suoi soggiorni romani: il cardinale mise la loro sede nella vecchia chiesa di San Fedele, che si dimostrò inadeguata alla propaganda borromiana, per cui venne incaricato Pellegrino Tibaldi di costruire un nuovo edificio. La chiesa di Santa Maria presso San Celso fu iniziata nel XV secolo, ma molto del suo aspetto è dovuto a progetti realizzati a partire dal 1570. Tra i vari interventi di rinnovo di antiche chiese, vi fu quello della Certosa di Garegnano, con l'aggiunta del portico e il progetto di una nuova facciata a partire dal 1573 sotto la direzione di Vincenzo Seregni. Tra le opere più importanti di Martino Bassi si può annoverare anche la ricostruzione in forme classicistiche della cupola della Basilica di San Lorenzo, crollata nel 1573.
Al 1576 risale il progetto di conclusione del cantiere di Santa Maria della Passione, in cui Martino Bassi. La chiesa di San Carlo al Lazzaretto fu commissionata da Carlo Borromeo nel 1580 a Pellegrino Tibaldi, anche se di fatto i lavori vennero seguiti da Giuseppe Meda. La costruzione della chiesa di San Sebastiano iniziò nel 1577 come ringraziamento al santo per la fine della peste. Dovuta al Tibaldi è infine la chiesa di San Raffaele costruita a partire dal 1579, in cui spiccano le decorazioni con erme scolpite dell'ordine inferiore. La chiesa di Santa Maria al Paradiso sorse su un vecchio convento francescano: la costruzione partì il 1590 per essere già conclusa nel 1604. Non poté infine mancare un intervento del cardinale Borromeo per adeguare il Duomo di Milano alle nuove norme Tridentine, dando quindi una sferzata ai lavori della fabbrica che procedevano a rilento dalla caduta del ducato.

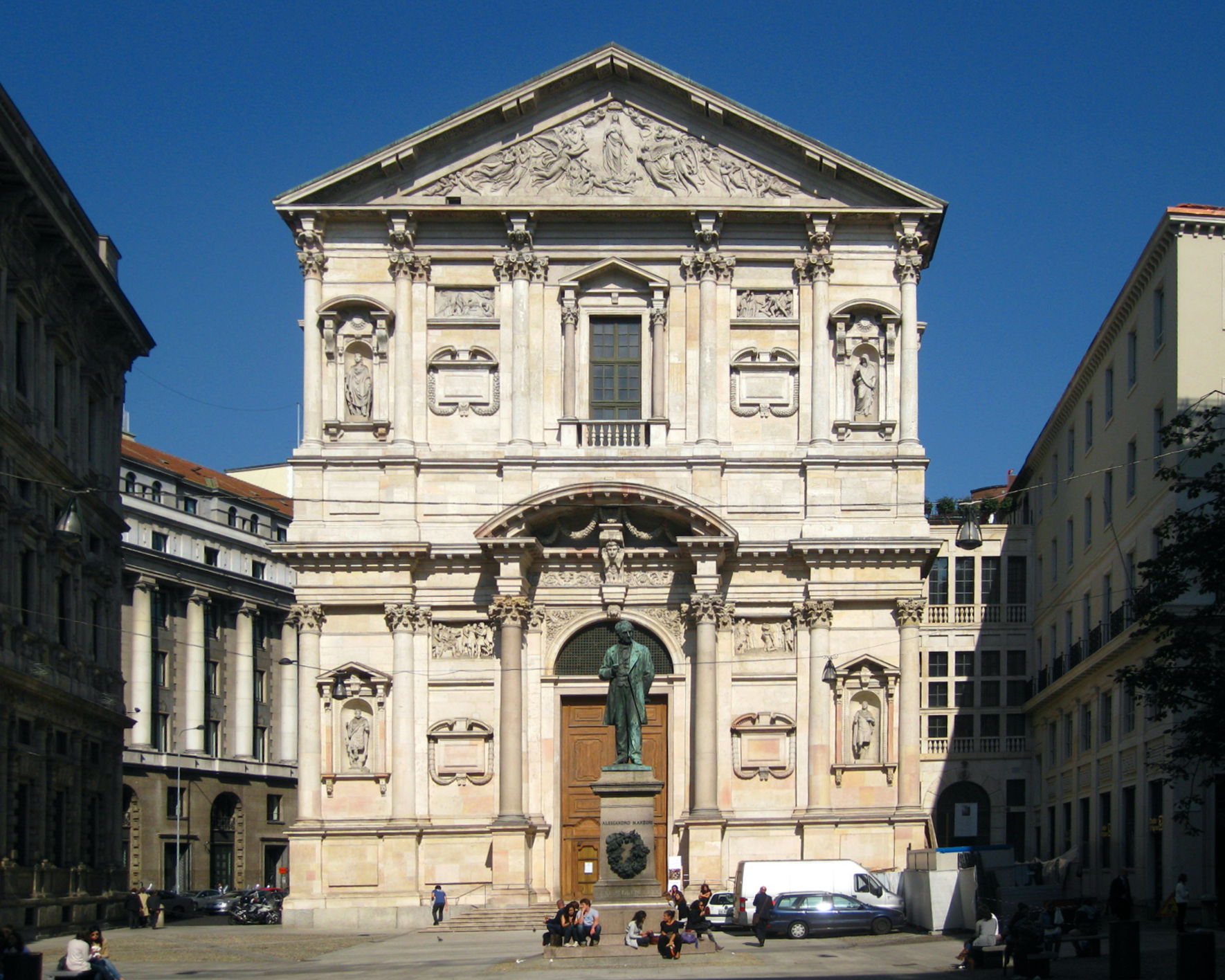
Facciata della chiesa di San Fedele

Il cantiere di palazzo Marino introdusse Galeazzo Alessi a Milano: è sicuramente la più famosa opera cittadina dell'architetto e il palazzo è considerato come la più rappresentativa architettura civile manierista milanese. Altri celebri cantiere del secondo cinquecento milanese sono la ristrutturazione di villa Simonetta e le costruzioni di palazzo dei Giureconsulti, della casa degli Omenoni, di Palazzo Arcivescovile, di palazzo Erba Odescalchi e il rifacimento del Palazzo Reale.
La pittura milanese del secondo cinquecento vide la collaborazione tra la scuola locale legata al tardo rinascimento lombardo ed artisti esterni, specialmente cremonesi, che avrebbero influenzato molto la futura scena pittorica milanese. Ad una pittura di stampo religioso e fortemente controllata da san Carlo, fa quindi da contraltare una forte componente naturalistica, che proprio a causa del forte controllo dell'autorità ecclesiastica non poté svilupparsi appieno: Caravaggio, massimo esponente del naturalismo lombardo, ebbe infatti maggior fortuna al di fuori dei confini del ducato.
La presenza contemporanea di artisti provenienti da diverse tradizioni del centro nord Italia fu fondamentale nella formazione del Caravaggio, che poté avvalersi di un maestro di una scuola veneta mitigata dalla pittorica controriformata, del contatto con artisti cremonesi importatori di una tradizione legata alla scuola emiliana, e infine di una scuola lombarda di eredità leonardesca a seconda dei casi più o meno influenzata da viaggi di aggiornamento sui modelli del manierismo centroitaliano.

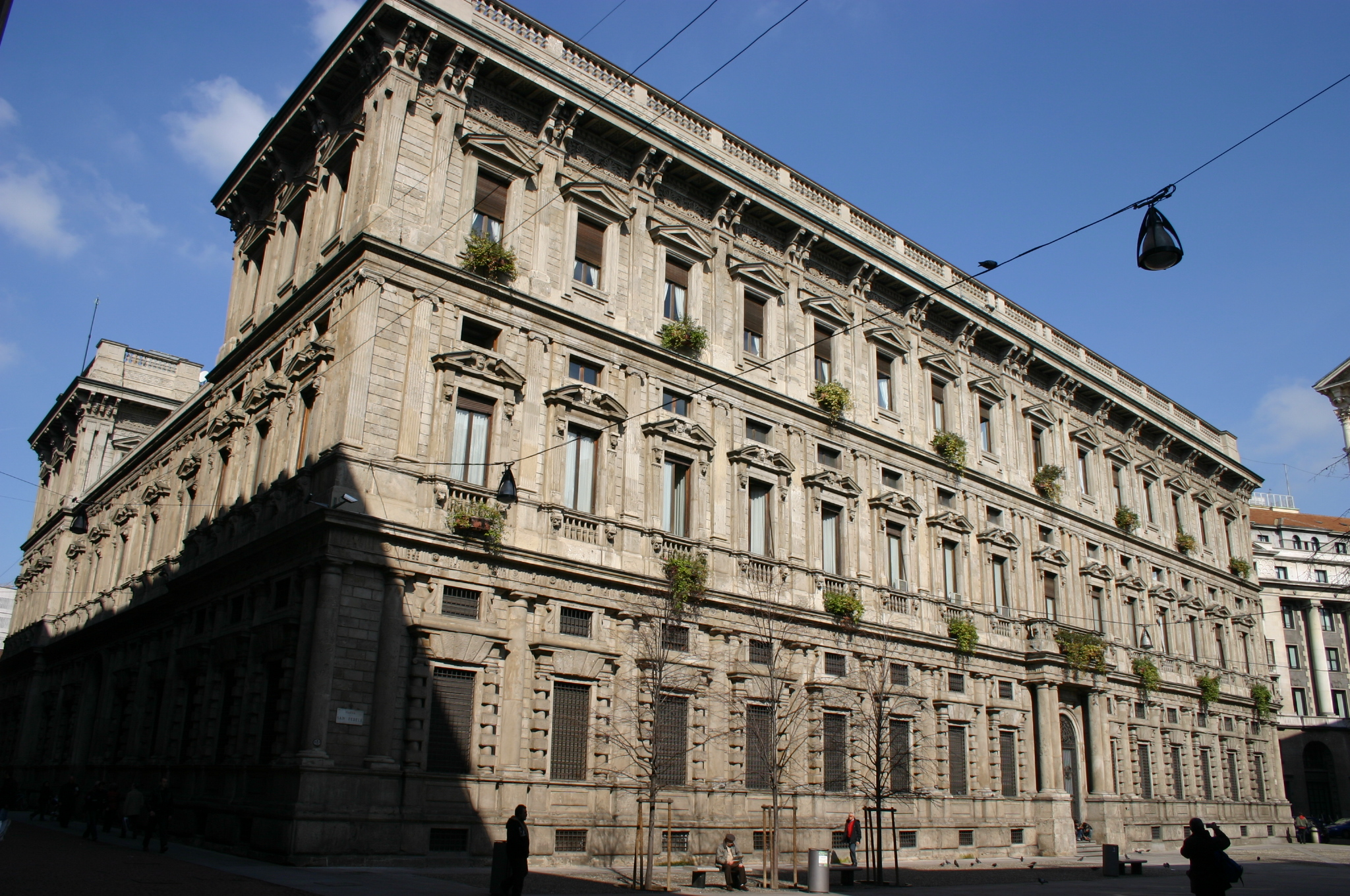
Palazzo Marino da piazza San Fedele

Già nel primo Rinascimento gli artigiani milanesi erano tra i più apprezzati in Europa, tuttavia il massimo splendore delle arti decorative nella città avvenne nel primo dominio spagnolo. Uno dei settori di punta dell'artigianato milanese erano le armature, la cui fattura superava di gran lunga quella delle altre manifatture europee. La fama degli armaioli milanesi era tale che le loro opere venivano considerate un vero e proprio status symbol tra i nobili di tutta Europa, nonostante altri stati stranieri avessero fondato le proprie botteghe, come ad Innsbruck, Augusta o a Greenwich; tra i migliori artigiani del secondo cinquecento si ricordano su tutti Lucio Marliani detto il Piccinino e Giovanni Battista Panzeri detto lo Zarabaglia, entrambi appartenenti a note famiglie di armaioli.
Per concludere la trattazione della situazione artistica milanese del tardo Cinquecento, vale la pena di spendere qualche parola su un fenomeno a lungo reputato come marginale e sotterraneo, rivalutato solamente a partire dall'ultimo decennio del Novecento, che ha consentito di classificare l'esperienza dei "Rabisch", così erano anche chiamati gli aderenti al gruppo, come un fenomeno parallelo all'arte controriformata dell'epoca a cui ci si può riferire come "classicismo alternativo". La rivalutazione ha fatto passare l'esperienza dell'Accademia dei Facchini della Val di Blenio da un ruolo puramente goliardico e ricreativo ad un movimento culturale che con il suo "atteggiamento anti-intellettualista" e l'idea dell'arte "come libera creazione" anticipava tematiche che saranno fatte proprie secoli dopo nel romanticismo e nella scapigliatura.

### Il barocco

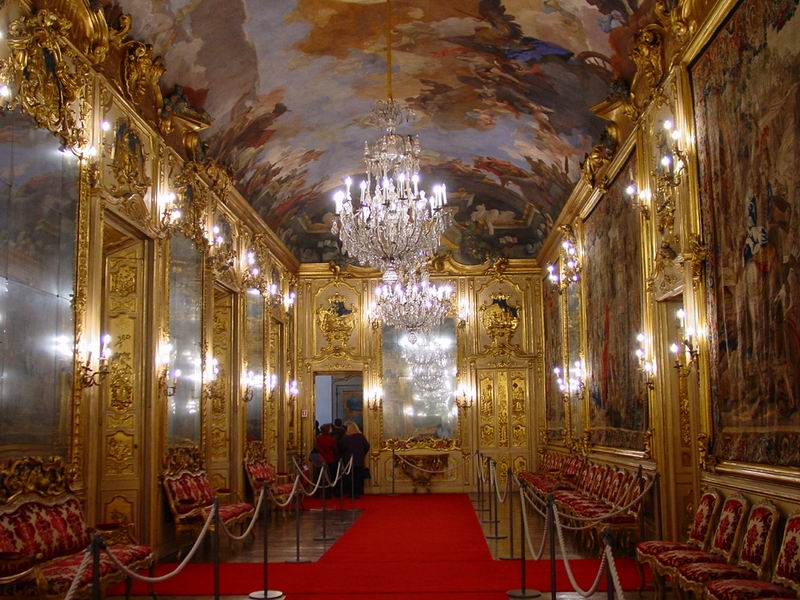
La Galleria degli arazzi con gli affreschi di Giambattista Tiepolo a Palazzo Clerici: uno degli interni più significativi del panorama barocco milanese

Grazie all'operato dei cardinali Borromeo e alla sua importanza nei domini italiani, prima spagnoli e poi austriaci, in un periodo a cavallo tra il Seicento e la prima metà del Settecento, Milano visse una vivace stagione artistica durante la quale assunse il ruolo di centro propulsore del barocco lombardo, di cui il barocco milanese fu la corrente dominante.
L'esperienza barocca milanese può essere suddivisa in tre parti: il primo Seicento, il secondo Seicento e il Settecento.
Il primo Seicento inizia con la nomina a vescovo di Milano di Federico Borromeo nel 1595 in continuità con l'operato del cugino Carlo: in questa prima fase i principali esponenti della pittura milanese sono tre, Giovan Battista Crespi, detto il Cerano, Giulio Cesare Procaccini e Pier Francesco Mazzucchelli, detto il Morazzone. In questa prima fase l'evoluzione del nuovo stile barocco segue con continuità l'arte tardo manieristica diffusa a Milano ai tempi di Carlo Borromeo; la formazione dei tre pittori avvenne infatti sui modelli del tardo manierismo toscano e romano per il Cerano e il Morazzone, mentre il Procaccini si formò su modelli emiliani. Dal punto di vista architettonico a dominare la scena sono le committenze religiose, giacché la dominazione spagnola badò più ad opere di utilità militare che non civile; molte chiese preesistenti vennero completamente ricostruite e decorate in chiave barocca, ed altrettante edificate da nuovo: se lo stile barocco venne introdotto a Milano da Lorenzo Binago, altri due sono i principali architetti che all'epoca si divisero la scena, ovvero Fabio Mangone, dalle linee più classicheggianti e per questo spesso scelto per le commissioni da Federico Borromeo, e Francesco Maria Richini detto semplicemente il Richini, dalle linee più ispirate al primo barocco romano. Superato questo dualismo, il Richini rappresenta sicuramente la massima figura di architetto della Milano seicentesca, e per ritrovare una figura così prestigiosa nell'architettura milanese si dovrà aspettare fino all'avvento di Giuseppe Piermarini.

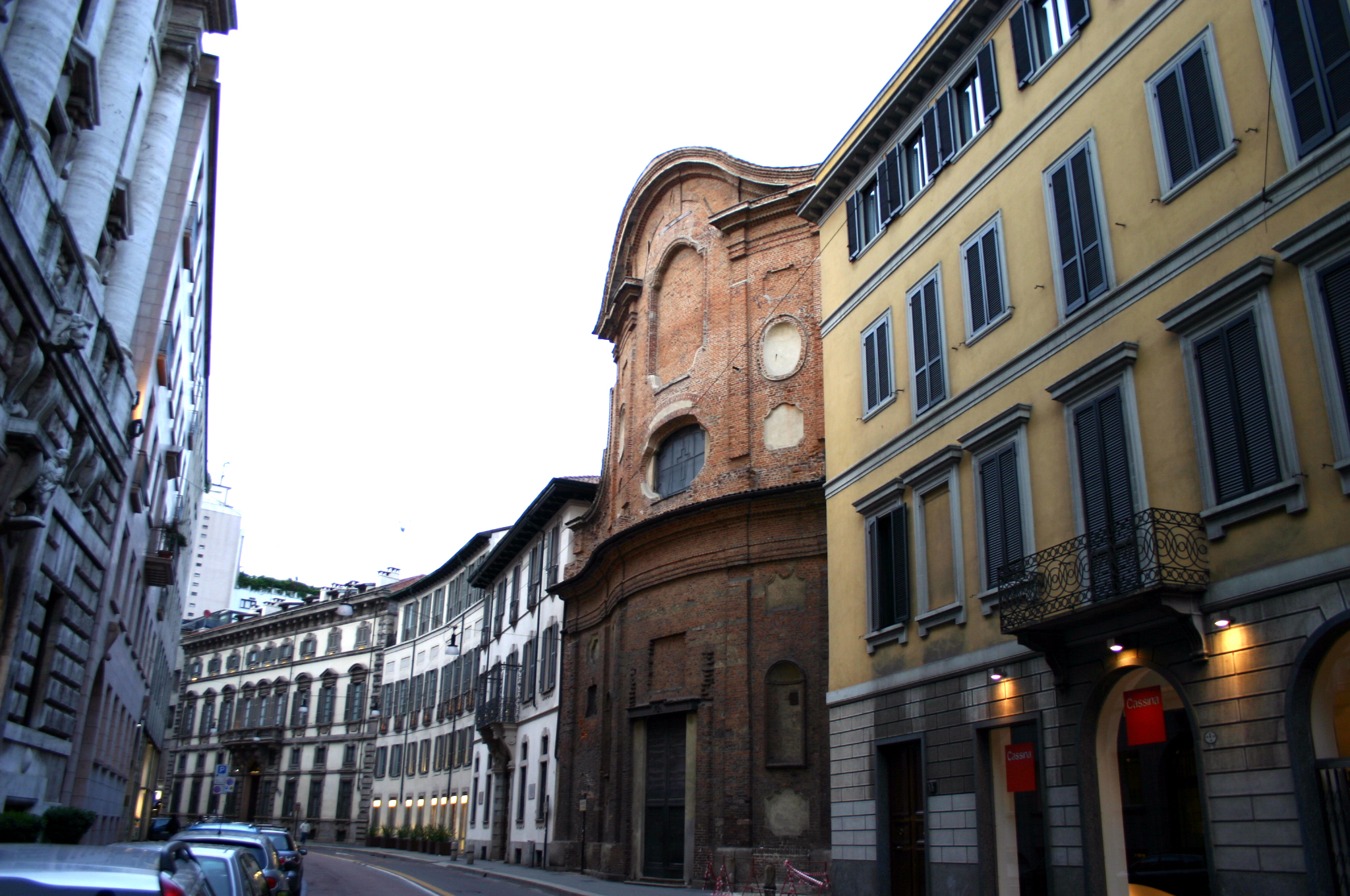
Via Durini a Milano: Palazzo Durini, Casa Toscanini e la chiesa di Santa Maria della Sanità

La seconda fase del barocco, che inizia indicativamente dopo i primi anni trenta del Seicento, parte dopo un breve intermezzo carico di significativi eventi: in primo luogo i principali interpreti del movimento scomparvero tra il 1625 (Giulio Cesare Procaccini) e il 1632 (il Cerano), a ciò si aggiunse la morte del cardinale Federico Borromeo, tra le maggiori figure del Seicento lombardo, e soprattutto la grande peste manzoniana, che dimezzò la popolazione della città, colpendo tra le migliaia di vittime la giovane promessa della pittura milanese Daniele Crespi, che tra l'altro porterà alla chiusura dell'Accademia Ambrosiana, fondata nel 1621 da Federico Borromeo per formare giovani artisti per la scuola milanese, in cui assunse i maggiori interpreti del primo barocco, su tutti il Cerano e Fabio Mangone, come insegnanti.
La pittura nel secondo Seicento venne quindi completamente rinnovata nei suoi interpreti, vedendo l'operato dei fratelli Giuseppe e Carlo Francesco Nuvolone, Francesco Cairo, Giovan Battista Discepoli e altri; in questo caso giocarono un ruolo fondamentale sia l'ormai chiusa Accademia Ambrosiana, che diede prima una certa continuità nello stile per poi riaprire alcuni anni, sia l'operato in alcuni cantieri di artisti provenienti dal resto d'Italia di scuola emiliana, genovese e veneta. L'architettura, con la scomparsa di Fabio Magone, vede l'operato di Francesco Richini, che restò quasi senza rivali nella sua produzione milanese, affiancato da interpreti minori come Gerolamo Quadrio e Carlo Buzzi. Grazie a quest'ultimo fatto, le realizzazioni di questo periodo ruppero completamente con le influenze manieristiche, per avvicinarsi ad un'esperienza marcatamente barocca, con influenze dalla scuola emiliana, genovese e romana. L'ultimo quarto di secolo vide l'apertura della seconda Accademia Ambrosiana riaperta nel 1669 sotto la direzione di Antonio Busca, allievo di Carlo Francesco Nuvolone, e Dionigi Bussola, che assieme alla neonata Accademia milanese di San Luca, legata all'omonima accademia romana, contribuì al ritorno di una corrente classicista legata alla scuola bolognese e romana.

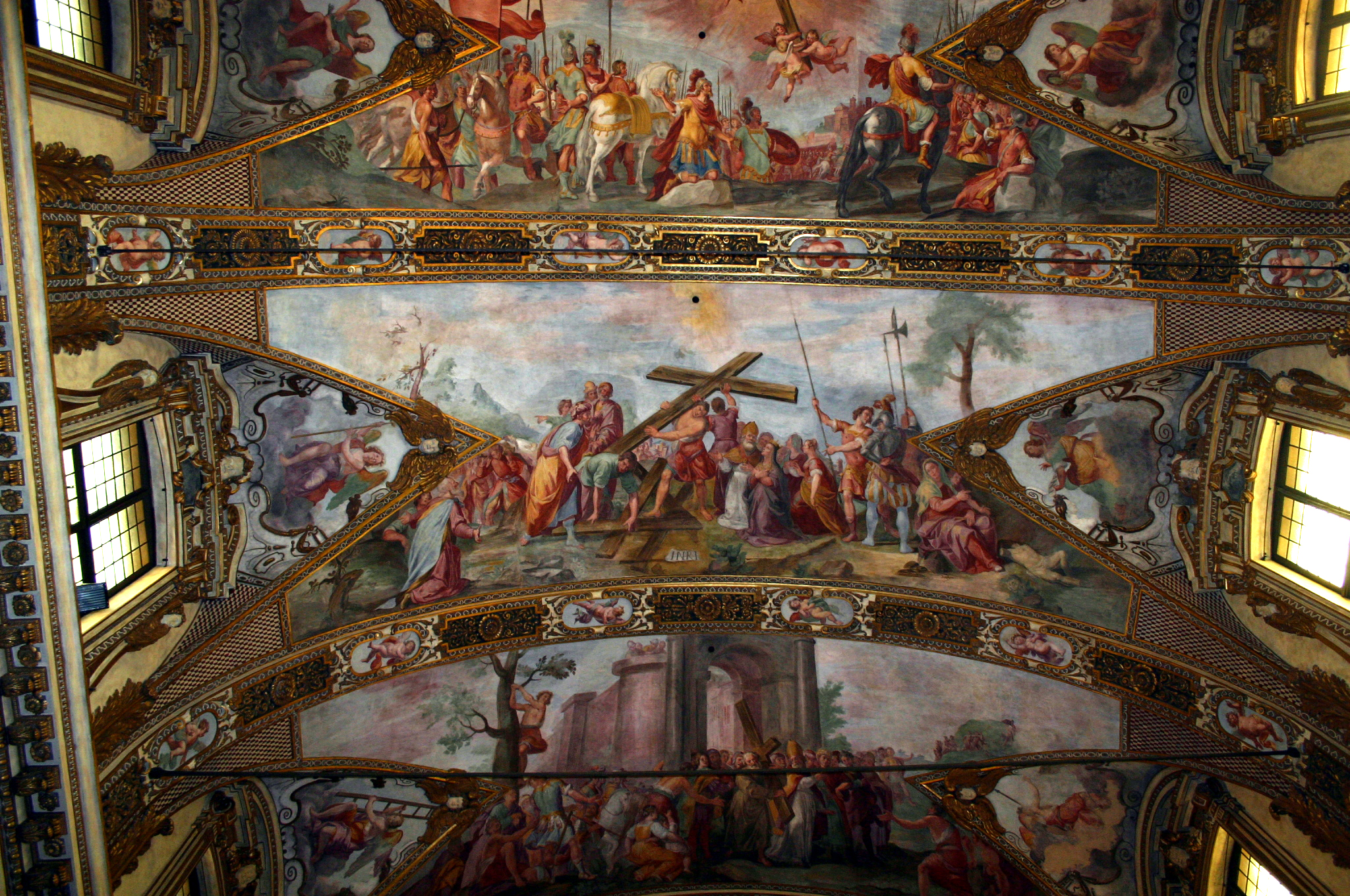
Affreschi dei Carlone in Sant'Antonio Abate

Il Settecento rappresenta l'ultima fase barocca; lo stile non sfociò dichiaratamente nel rococò grazie all'azione normativa del collegio degli ingegneri-architetti milanesi e si assisté ad un cambio di tendenza: le committenze religiose non rivestirono più il ruolo principale nel panorama artistico milanese, ma lasciarono il posto alle ville di delizia della campagna milanese e al ritorno dei grandi cantieri privati cittadini: la vivacità dei cantieri portò ad un maggior numero di interpreti di spessore, tra i quali Giovanni Battista Quadrio, Carlo Federico Pietrasanta, Bartolomeo Bolla, Carlo Giuseppe Merlo e Francesco Croce, a cui si aggiunse il romano Giovanni Ruggeri, molto attivo in tutta la Lombardia. Nella pittura spiccano i lavori di Giambattista Tiepolo per la "pittura di storia" e di Alessandro Magnasco per la pittura di genere, entrambi non lombardi: questa fase segnò un mutamento del gusto delle committenze, che preferirono artisti di scuola non lombarda, su tutte quella veneta, ritenuta all'epoca più prestigiosa. A Settecento inoltrato si assiste ad un periodo in cui le linee del barocco vengono mitigate dall'incombente neoclassicismo, fino chiudere la stagione barocca milanese con il pittore Francesco Londonio, alla cui morte nel 1783 la città di Milano era già nel pieno dell'età dei lumi, in piena stagione neoclassica.

### Il neoclassicismo

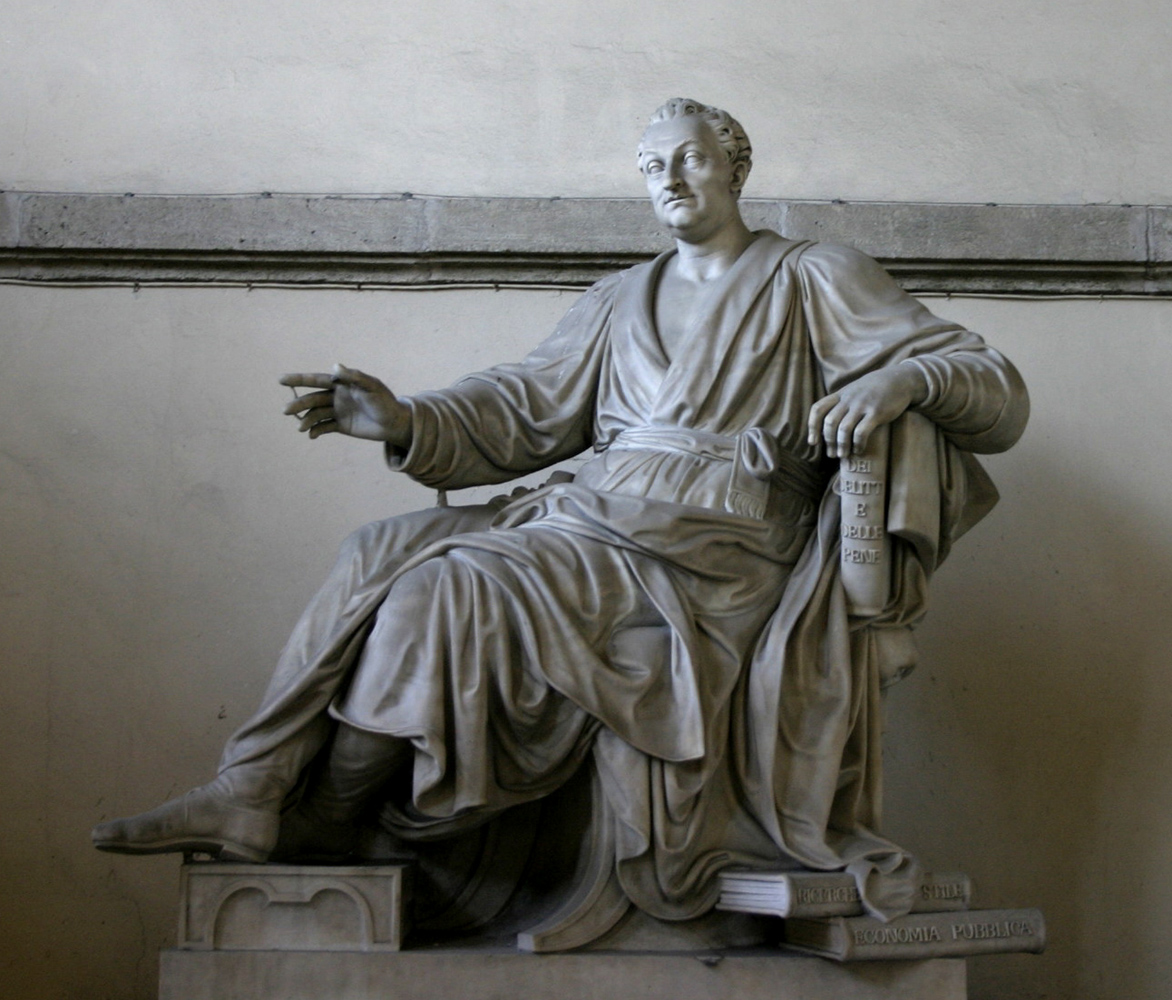
Pompeo Marchesi, Monumento a Cesare Beccaria, Accademia di Brera

Degna di nota fu anche la stagione neoclassica milanese, che fu tra le più importanti in Italia e in Europa. Durò dalla fine del regno di Maria Teresa d'Austria, e continuò per tutto il successivo Regno d'Italia napoleonico e durante la Restaurazione: in questo periodo Milano fu protagonista di una forte rinascita culturale ed economica, in cui il Neoclassicismo fu lo stile artistico dominante e la maggiore espressione.
Nei primi anni del XVIII secolo Milano passò dalla dominazione spagnola a quella austriaca, a seguito del Trattato di Rastadt nel 1714.
Sotto il regno di Maria Teresa d'Austria (1740-1780) e di Giuseppe II d'Austria (1765-1790), la città fu protagonista di una forte rinascita economica e culturale: l'imperatrice e il figlio, fortemente influenzati dalle teorie illuministiche, svolsero una notevole attività riformatrice. Anche grazie al governo illuminato e alle riforme, Milano si dimostrò aperta alle novità provenienti dall'Europa, e divenne in breve tempo un vivace centro intellettuale. Anche per questo fu poi il principale centro dell'Illuminismo italiano: la città vide attivi i più famosi interpreti del movimento, come i fratelli Alessandro e Pietro Verri e Cesare Beccaria, e fu sede de Il Caffè e dell'Accademia dei Pugni, oltre che dell'Accademia dei Trasformati.
Le riforme interessarono vasti ambiti dell'assetto pubblico cittadino: in attuazione della riorganizzazione tributaria, la città si dotò di uno dei più moderni ed efficaci catasti in Europa, oggi conosciuto come il Catasto Teresiano.
Tra il 1765 ed il 1785 Giuseppe II attuò la soppressione di alcuni ordini religiosi; fu abolita l'inquisizione, furono soppresse le congregazioni degli ordini religiosi, tra cui l'ordine dei Gesuiti, e confiscati i loro beni che divennero della città, dove, avendo a disposizione vaste aree, si poté attuare una risistemazione urbanistica senza precedenti organizzata dall'architetto di corte Giuseppe Piermarini, che fece del Neoclassicismo lo stile della rinascita della città. Vennero aperti i primi giardini pubblici ed eleganti palazzi, ispirati alla nuova corrente artistica, vennero costruiti scegliendo opportunamente le zone di destinazione. Alcune tra le istituzioni milanesi più famose, come il Teatro alla Scala, il polo culturale di Brera e le riformate Scuole Palatine, furono create proprio in questo periodo.

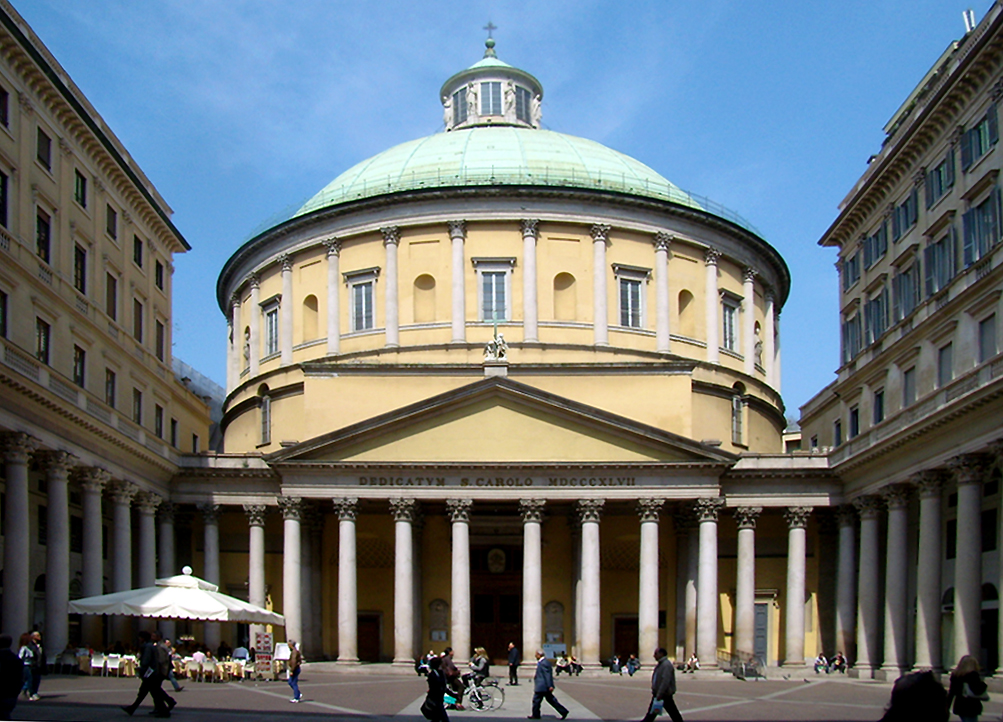
Piazzetta della chiesa di San Carlo al Corso

Nel 1796 con l'arrivo in Italia di Napoleone, l'arciduca Ferdinando d'Austria abbandonò la città, che dal 1800  passò in mano ai francesi. La dominazione francese non fermò l'eccezionale attività culturale milanese, la popolazione era in rapida crescita e nella città si incontravano alcuni tra i più grandi intellettuali italiani: da Melchiorre Gioia a Vincenzo Monti, da Alessandro Volta ad Ugo Foscolo e Silvio Pellico; venne inoltre inaugurato l'Istituto lombardo di scienze e lettere e furono fondati numerosi giornali nella città.
In quanto capitale del Regno d'Italia, per Milano vennero redatti numerosi progetti urbanistici con l'obiettivo di conferirle l'aspetto di capitale europea, tuttavia questi non trovarono piena attuazione. Da tempo la popolazione aveva presentato delle petizioni popolari per l'abbattimento del Castello Sforzesco e con decreto del 23 giugno 1800 Napoleone ne ordinò la demolizione. Essa venne parzialmente realizzata a partire dal 1801; in quello stesso anno l'Antolini fu incaricato di realizzare il Foro Bonaparte, l'architetto propose di rimaneggiare il castello in forme neoclassiche, ma a causa dei costi eccessivi per la realizzazione il progetto fu accantonato.

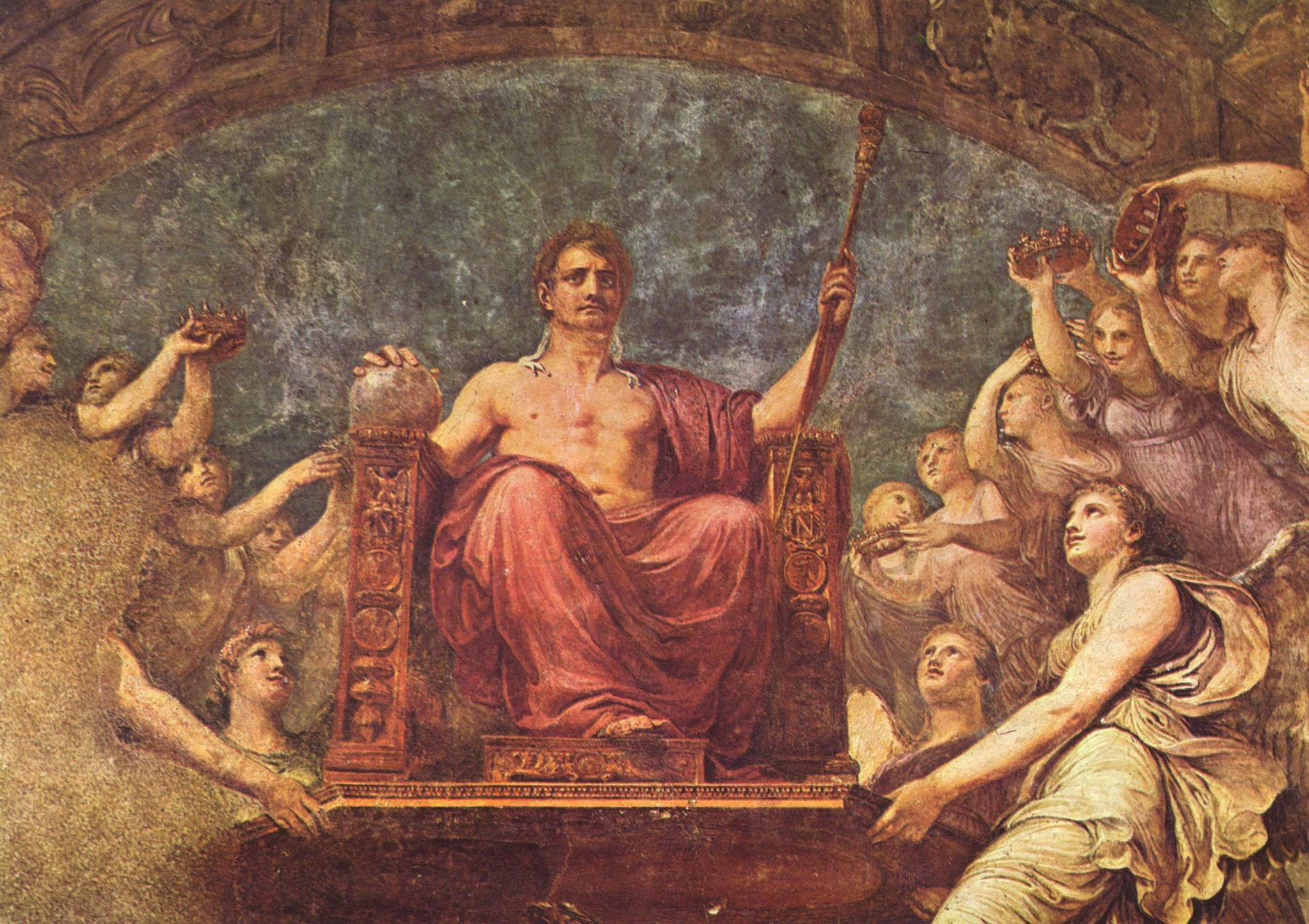
Andrea Appiani - Apoteosi di Napoleone, Palazzo Reale di Milano

Nel 1807 per decreto le municipalità di Milano e Venezia furono dotate di una Commissione di Ornato dotata di vasti poteri e ampia sfera di azione. La Commissione era composta dalle personalità più autorevoli presenti a Milano, fra questi il Cagnola e il Canonica. Il primo tema affrontato fu il Piano regolatore, redatto nello stesso anno. Fino al 1814 lo sviluppo della città fu regolato da quel piano che "si può considerare uno dei piani più moderni creati in Europa".
Con il ritorno degli austriaci, la città completò la sua affermazione culturale ed economica. Le attività di commercio e finanza fecero di Milano il principale polo economico italiano, mentre l'agricoltura del milanese, anche grazie al completamento di molte opere idriche da parte del governo, era tra le più sviluppate e moderne d'Europa: al tempo stesso la città divenne il maggiore centro editoriale e culturale d'Italia, vedendo l'operato di personaggi come Carlo Cattaneo, Cesare Cantù e Carlo Tenca. Milano presenta edifici e monumenti neoclassici frutto di committenza privata e pubblica: in primo luogo ciò è dovuto al forte legame presente tra illuminismo ed arte neoclassica, specie nelle architetture di carattere pubblico, e in secondo luogo al ruolo che l'architettura neoclassica giocò nella celebrazione delle rivoluzioni e delle gesta di Napoleone. Tali stagioni si conclusero inevitabilmente con la Restaurazione: il Neoclassicismo iniziò un lento declino, e fu infine sostituito dal gusto e dallo stile romantico  ed eclettico, lasciando tuttavia una importante eredità. In tale fiorente periodo, infatti, vengono poste le basi che consentiranno più tardi a Milano di affermarsi come capitale economica, e in certi periodi anche culturale, dell'Italia unita.

### Il liberty

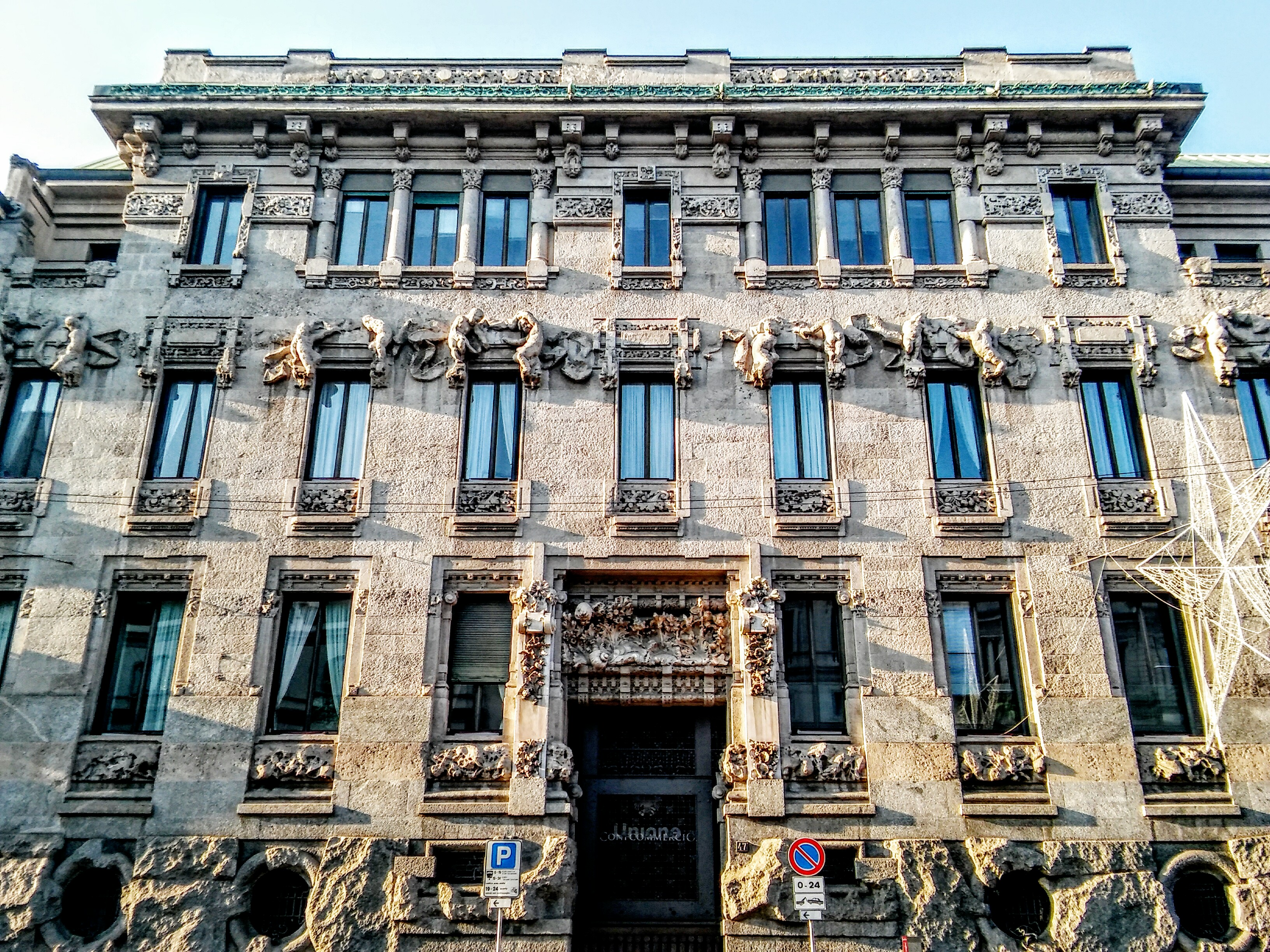
Palazzo Castiglioni, importante esempio di liberty milanese

Importante per la storia dell'arte fu anche il liberty milanese, ovvero l'esperienza del suddetto stile diffusosi a Milano tra i primi anni del Novecento e lo scoppio della prima guerra mondiale. Nel capoluogo lombardo lo stile liberty trovò, grazie allo stretto legame con la rampante borghesia industriale dell'epoca, un fertile terreno per un rapido sviluppo che lo vide spaziare dalle influenze dell'art nouveau floreale francese allo Jugendstil tedesco e all'eclettismo.
Con l'Esposizione Nazionale del 1881, a vent'anni dall'Unità della nazione, la città di Milano si consacrò definitivamente come il principale polo industriale italiano. La città vide la formazione di una nuova classe borghese emergente legata all'industria e al commercio e formata da capimastri, possidenti e imprenditori che in pochi decenni avrebbe affiancato in agiatezza e importanza l'antica nobiltà cittadina.

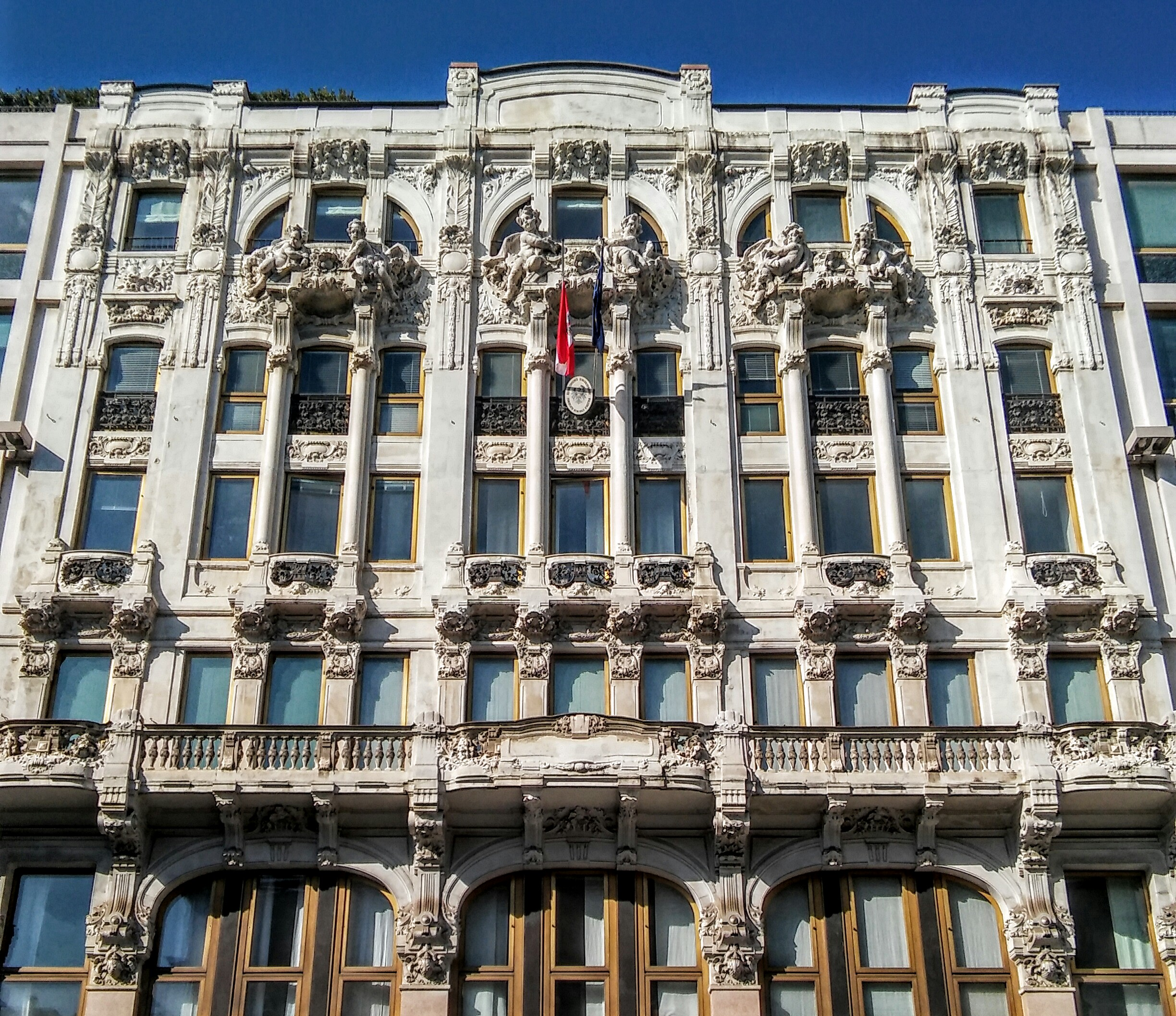
Decorazione dell'ex Hotel Trianon

All'inizio del XX secolo quindi la classe borghese, ormai divenuta padrona della vita sociale ed economica della città, trovò nello stile liberty, novità proveniente dalla Francia ed introdotta in Italia nell'Esposizione di Torino del 1902, il proprio specifico status symbol e l'occasione per mostrare la propria potenza e nello stesso tempo sottolineare il netto distacco dalla classe nobiliare e dalle sue dimore neoclassiche e barocche: questo legame quasi esclusivo fra la nuova classe dominante e il nuovo stile architettonico e il netto distacco dai modelli architettonici della "vecchia" classe aristocratica appaiono quantomai evidenti quando si osservi che, mentre la nuova borghesia innalzava dimore à la page seguendo i nuovi dettami del liberty, nello stesso periodo le tradizionali e più conservatrici committenze legate al vecchio mondo finanziario ed ecclesiastico – su tutte spiccano le nuove sedi bancarie nella zona di piazza Cordusio – rimanevano invece legate all'ormai decadente e più conservatore stile eclettico in voga nell'Ottocento.

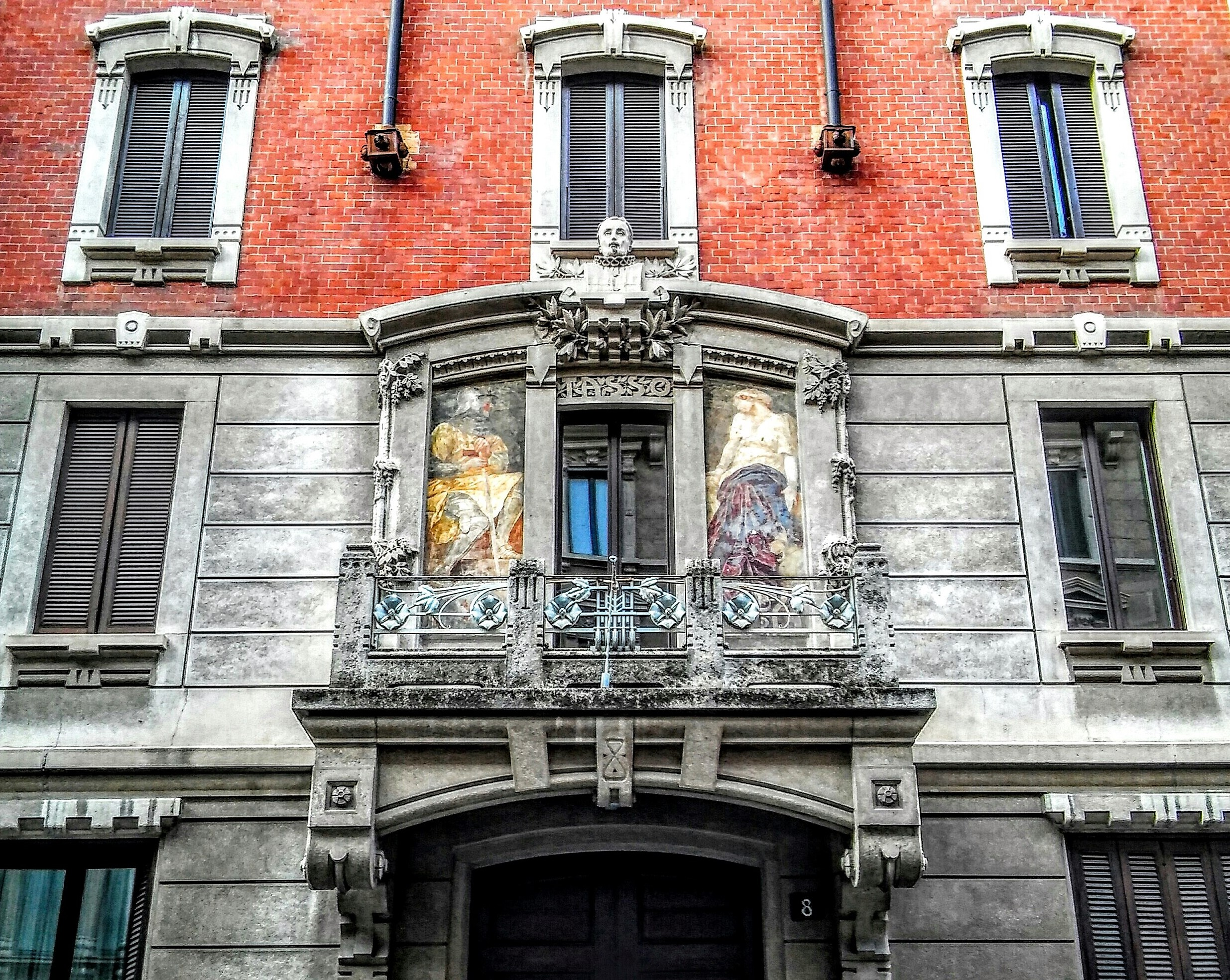
Particolare di Casa Donzelli

A dare un'ulteriore spinta allo sviluppo del liberty fu l'Esposizione internazionale milanese del 1906 che vide nascere in stile decine di padiglioni nella sede della mostra e costruzioni pubbliche e non che l'esposizione contribuì a erigere, decretando così la definitiva consacrazione del liberty a stile artistico dominante. Sebbene molto articolata e differenziata, l'esperienza liberty milanese mostra nel suo complesso alcuni punti e novità comuni: ricorrente è la decorazione dell'edificio, in ferro battuto o cemento decorativo, a tema floreale o del mondo animale; mentre a livello strutturale si segnala l'uso del calcestruzzo armato. Comune è invece il ricorso alla pittura sulle pareti degli edifici, spesso con piastrelle in ceramica, e di cariatidi ed erme mutuate dall'architettura dei palazzi nobiliari milanesi. Al contrario, nonostante un ricchissimo campionario di arti applicate liberty sviluppatesi in città, l'architettura e la decorazione d'interni stentarono ad uniformarsi al nuovo stile e salvo rari episodi furono comunque dominati da stilemi tardo eclettici.
Raggiunto il suo culmine nel 1906, il liberty milanese vide le prime contaminazioni con l'architettura eclettica, che divennero sempre più forti fino agli anni della prima guerra mondiale, dopo i quali il liberty sopravvisse solo in piccole influenze nell'edilizia minore, mentre il gusto della borghesia industriale confluì spontaneamente verso l'art déco.

### I movimenti artistici del XX secolo

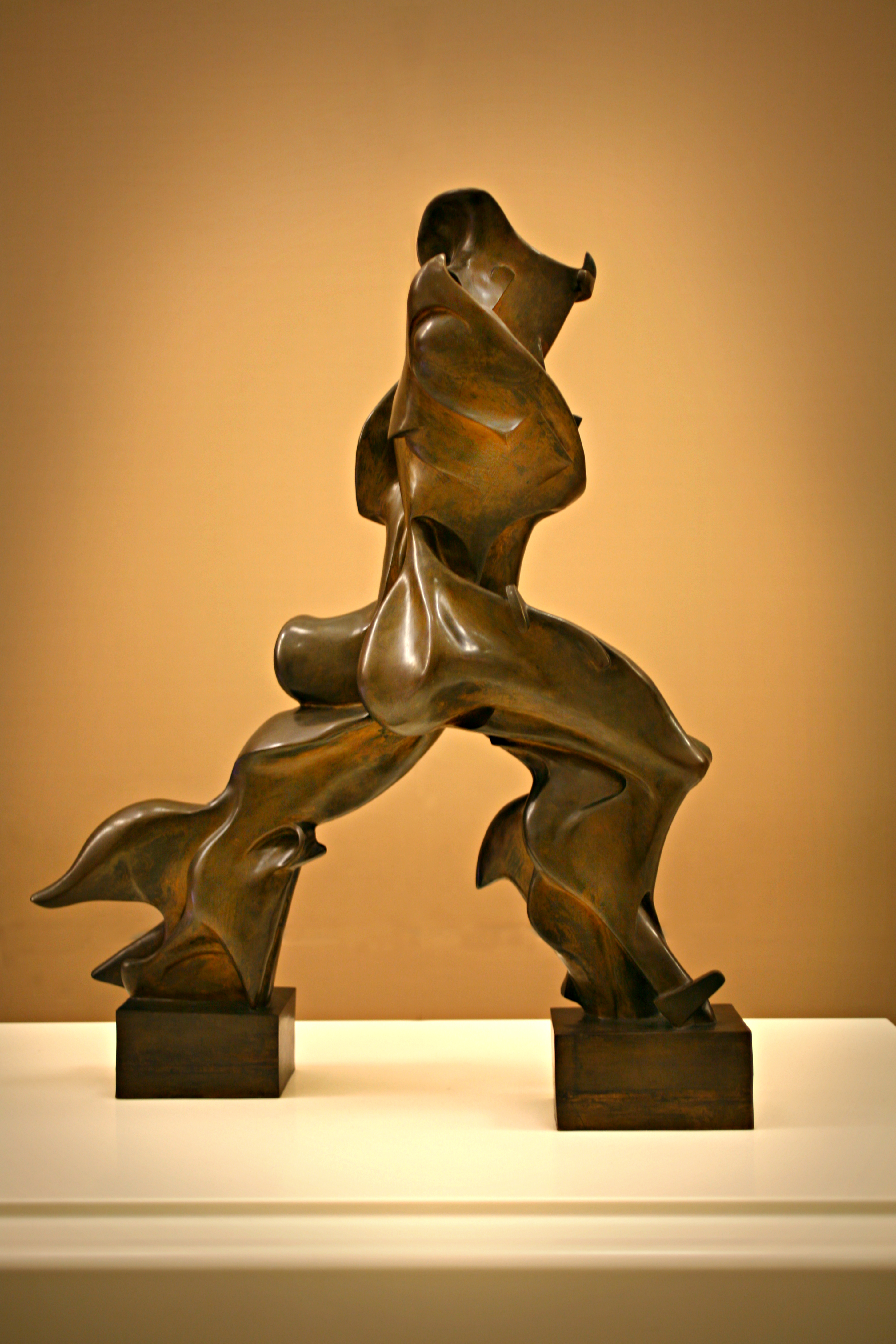
Umberto Boccioni, Forme uniche della continuità nello spazio, esemplare del 1949 esposto al Museo del Novecento di Milano

Milano è stata la culla di alcuni movimenti d'arte moderna Nel febbraio 1910 i pittori Umberto Boccioni, Carlo Carrà, Giacomo Balla, Gino Severini e Luigi Russolo firmarono a Milano il Manifesto dei pittori futuristi e nell'aprile dello stesso anno il Manifesto tecnico della pittura futurista, che contribuirono, insieme ad altri manifesti firmati in altre città italiane, a fondare il movimento artistico del Futurismo, che è stata la prima avanguardia europea.
Ebbe influenza su movimenti affini che si svilupparono in altri paesi dell'Europa (in particolare in Russia e Francia), negli Stati Uniti d'America e in Asia. I futuristi esplorarono ogni forma di espressione, dalla pittura alla scultura, alla letteratura (poesia e teatro), la musica, l'architettura, la danza, la fotografia, il cinema e persino la gastronomia. La denominazione ufficiale del movimento si deve al poeta italiano Filippo Tommaso Marinetti.
Il Futurismo nasce all'inizio del Novecento, in un periodo di notevole fase evolutiva dove tutto il mondo dell'arte e della cultura era stimolato da numerosi fattori determinanti: le guerre, la trasformazione sociale dei popoli, i grandi cambiamenti politici e le nuove scoperte tecnologiche e di comunicazione, come il telegrafo senza fili, la radio, gli aeroplani e le prime cineprese; tutti fattori che arrivarono a cambiare completamente la percezione delle distanze e del tempo, "avvicinando" fra loro i continenti.
Il XX secolo era quindi invaso da un nuovo vento, che portava una nuova realtà: la velocità. I futuristi intendevano idealmente "bruciare i musei e le biblioteche" in modo da non avere più rapporti con il passato e concentrarsi così sul dinamico presente; tutto questo, come è ovvio, in senso ideologico. Le catene di montaggio abbattevano i tempi di produzione, le automobili aumentavano ogni giorno, le strade iniziarono a riempirsi di luce artificiale, si avvertiva questa nuova sensazione di futuro e velocità sia nel tempo impiegato per produrre o arrivare ad una destinazione, sia nei nuovi spazi che potevano essere percorsi, sia nelle nuove possibilità di comunicazione.
Milano ha dato anche i natali al movimento artistico chiamato Novecento, che nacque in città alla fine del 1922 grazie a Mario Sironi, Achille Funi, Leonardo Dudreville, Anselmo Bucci, Emilio Malerba, Pietro Marussig e Ubaldo Oppi che, alla Galleria Pesaro di Milano, si unirono nel nuovo movimento battezzato Novecento dal Bucci.
Questi artisti, che si sentivano traduttori dello spirito del Novecento, provenivano da esperienze e correnti artistiche differenti, ma legate da un senso comune di "ritorno all'ordine" nell'arte dopo le sperimentazioni avanguardistiche soprattutto del Futurismo: il Novecento torna quindi ad avere come supremo riferimento l'antichità classica, la purezza delle forme e l'armonia nella composizione. In tale senso adottò anche la denominazione di Neoclassicismo semplificato. Il movimento Novecento si manifestò anche in letteratura con Massimo Bontempelli e soprattutto in architettura con i celebri architetti Giovanni Muzio, Giò Ponti, Paolo Mezzanotte e altri.

## Interpreti più importanti

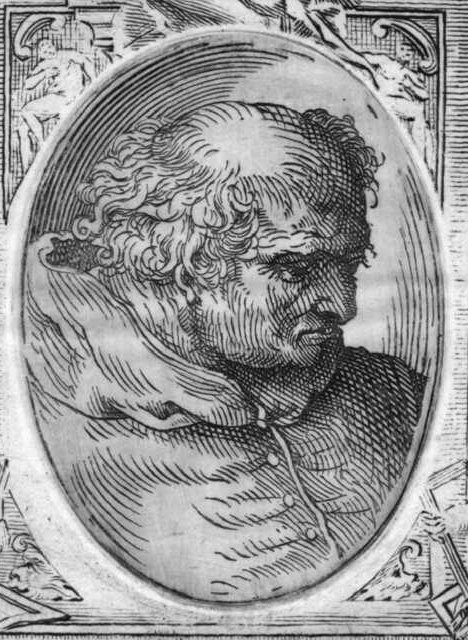
Donato Bramante

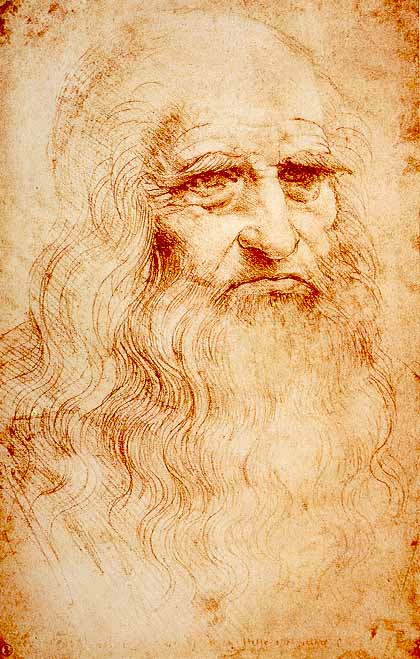
Leonardo da Vinci

### Architetti
- Filarete
- Donato Bramante
- Pellegrino Tibaldi
- Francesco Maria Richini
- Giuseppe Piermarini

### Pittori
- Michelino da Besozzo
- Vincenzo Foppa
- Leonardo da Vinci
- Bernardino Luini
- Gaudenzio Ferrari
- Caravaggio
- Il Cerano
- Andrea Appiani
- Francesco Hayez

### Scultori
- Giovanni di Balduccio
- Giovanni Antonio Amadeo
- Agostino Busti
- Giuseppe Rusnati
- Medardo Rosso

### Scuole e correnti
- Maestri comacini
- Maestri campionesi
- Giotteschi
- Leonardeschi
- Accademia dei Facchini della Val di Blenio
- Chiarismo lombardo

## Opere maggiori
|                                         | |                       |          |
| Opera                                   | Descrizione | Anno di realizzazione | Immagine |
| Basilica di Sant'Ambrogio               | La basilica di Sant'Ambrogio (basilega de Sant Ambroeus in dialetto milanese), il cui nome completo è basilica romana minore collegiata abbaziale prepositurale di Sant'Ambrogio (nome originario paleocristiano basilica martyrum), è una delle più antiche chiese di Milano e si trova in piazza Sant'Ambrogio. Essa rappresenta ad oggi non solo un monumento dell'epoca paleocristiana e medioevale, ma anche un punto fondamentale della storia milanese e della Chiesa ambrosiana. Essa è tradizionalmente considerata la seconda chiesa per importanza della città di Milano | 386                   |          |
| Duomo di Milano                         | La Basilica Cattedrale Metropolitana della Natività della Beata Vergine Maria, meglio conosciuta come Duomo di Milano (Dòmm de Milan in dialetto milanese), è la cattedrale dell'arcidiocesi di Milano. Simbolo del capoluogo lombardo, e situato nell'omonima piazza al centro della metropoli, è dedicato a Santa Maria Nascente. È la chiesa più grande d'Italia, la quarta nel mondo per superficie, la sesta per volume. È sede della parrocchia di Santa Tecla nel Duomo di Milano. | 1418                  |          |
| Castello Sforzesco                      | Il Castello Sforzesco (Castell Sforzesch in dialetto milanese) è una fortificazione che sorge a Milano poco fuori dal centro storico della città. Fu eretto nel XV secolo da Francesco Sforza, divenuto da poco Duca di Milano, sui resti di una precedente fortificazione medievale risalente al XIV secolo nota come Castello di Porta Giovia (o Zobia). Nella stessa zona in cui sorgeva il Castello di Porta Giovia, in epoca romana, era presente l'omonimo Castrum Portae Jovis, uno dei quattro castelli difensivi della Milano romana. Notevolmente trasformato e modificato nel corso dei secoli, il Castello Sforzesco fu, tra il Cinquecento e il Seicento, una delle principali cittadelle militari d'Europa; restaurato in stile storicista da Luca Beltrami tra il 1890 e il 1905, è oggi sede di istituzioni culturali e di importanti musei. È uno dei più grandi castelli d'Europa nonché uno dei principali simboli di Milano e della sua storia | 1360                  |          |
| Chiesa di Santa Maria presso San Satiro | La chiesa di Santa Maria presso San Satiro è una chiesa parrocchiale di Milano. La costruzione della chiesa fu intrapresa alla fine del Quattrocento per volere del duca Gian Galeazzo Sforza e più tardi proseguita da Ludovico il Moro come parte di un ambizioso programma di rinnovamento delle arti nel ducato, il quale prevedeva tra le altre cose di chiamare presso la corte milanese artisti da tutta Italia: l'edificio fu infatti progettato secondo nuove forme rinascimentali importate nel ducato da Donato Bramante. La chiesa, costruita inglobando il più antico sacello di San Satiro da cui prese il nome, è celebre per ospitare il cosiddetto finto coro bramantesco, capolavoro della pittura prospettica rinascimentale italiana | 1483                  |          |
| Chiesa di Santa Maria delle Grazie      | La chiesa di Santa Maria delle Grazie è una basilica e santuario situata a Milano, appartenente all'Ordine Domenicano e facente capo alla parrocchia di San Vittore al Corpo. L'architettura della tribuna, edificata fra il 1492 e il 1493 per volere del Duca di Milano Ludovico il Moro come mausoleo per la propria famiglia, costituisce una delle più alte realizzazioni del Rinascimento nell'Italia settentrionale. Fu il secondo sito italiano dopo le incisioni rupestri in Valcamonica a essere classificato come patrimonio dell'umanità dall'UNESCO, insieme con l'affresco del Cenacolo di Leonardo da Vinci che si trova nel refettorio del convento (di proprietà del Comune di Milano) | 1497                  |          |
| Cenacolo Vinciano                       | Il Cenacolo è un dipinto parietale ottenuto con una tecnica mista a secco su intonaco (460×880 cm) di Leonardo da Vinci, databile al 1495-1498 e conservato nell'ex-refettorio rinascimentale del convento adiacente al santuario di Santa Maria delle Grazie a Milano. Si tratta della più famosa rappresentazione dell'Ultima Cena, capolavoro di Leonardo e del Rinascimento italiano in generale. Nonostante ciò, l'opera - a causa della singolare tecnica sperimentale utilizzata da Leonardo incompatibile con l'umidità dell'ambiente - versa da secoli in un cattivo stato di conservazione, che è stato per quanto possibile migliorato nel corso di uno dei più lunghi restauri della storia, durato dal 1978 al 1999 con le tecniche più all'avanguardia del settore. Nel 2014 è stato il tredicesimo sito statale italiano più visitato | 1498                  |          |
| Chiesa di San Fedele                    | La chiesa di San Fedele (Gesa de San Fedee in dialetto milanese) è una chiesa cattolica di Milano, costruita nel XVI secolo per ordine di san Carlo Borromeo per ospitare la Compagnia di Gesù. Per via dell'aderenza della struttura alle Instructiones di San Carlo Borromeo, così come per l'ampia gamma di citazioni di celebri modelli architettonici del passato e le numerose chiese successive che attingono dalla chiesa, San Fedele è considerata il modello di riferimento per l'architettura sacra dell'arte della Controriforma | 1579                  |          |
| Teatro alla Scala                       | Il Teatro alla Scala, citato spesso in maniera informale come "la Scala", è il principale teatro d'opera di Milano. Considerato come uno dei più prestigiosi teatri al mondo, ospita da 247 anni i principali artisti nel campo internazionale dell'opera, e, più in generale, della musica classica, spesso commissionando opere tuttora presenti nei cartelloni dei maggiori teatri nel mondo. Il teatro fu inaugurato il 3 agosto 1778 con L'Europa riconosciuta composta per l'occasione da Antonio Salieri e prese il nome dalla chiesa di Santa Maria alla Scala demolita per far posto al Nuovo Regio Ducal Teatro alla Scala. A partire dall'anno di fondazione è sede dell'omonimo coro, dell'orchestra, del corpo di Ballo, e dal 1982 anche della Filarmonica. Il complesso teatrale è situato nell'omonima piazza, affiancato dal Casino Ricordi, oggi sede del Museo teatrale alla Scala                                                              | 1778                  |          |
| Galleria Vittorio Emanuele II           | La galleria Vittorio Emanuele II è una galleria commerciale di Milano che, in forma di strada pedonale coperta, collega piazza Duomo a piazza della Scala. Per la presenza di eleganti negozi e locali, fin dalla sua inaugurazione fu sede di ritrovo della borghesia milanese tanto da essere soprannominata il "salotto di Milano": costruita in stile neorinascimentale, è tra i più celebri esempi di architettura del ferro europea e rappresenta l'archetipo della galleria commerciale dell'Ottocento. Chiamata semplicemente "la Galleria" dai milanesi, viene spesso considerata come uno dei primi esempi di centro commerciale al mondo | 1867                  |          |

### Esplicative
1. ↑  A seconda dei testi consultati si trova questa definizione, così come la dicitura "barocco milanese". Il termine usato non deve tuttavia indurre a considerare la stagione artistica come minore o all'assenza di una scuola artistica nella città. Da Milano infatti partì lo stile che poi si diffuse omogeneamente in tutta la Lombardia: per questo motivi si ritiene più corretta la dicitura "barocco lombardo" per caratterizzare la scuola artistica locale, parlando quindi di "barocco a Milano"
2. ↑  Come del resto non sfociò in rococò in gran parte della Lombardia, v. Terraroli, p. 342
3. ↑  Tali ville di delizia furono rese celebri tra gli altri dalle incisioni di Marcantonio Dal Re, v. E. Bianchi, p. 74
4. ↑  A tal proposito nel 1809, Leopoldo Cicognara, direttore dell'accademia delle belle arti di Venezia, scrive:"...Milano è talmente superiore in artisti e produzione che, senza mezzi straordinari, non potrà mai da alcuna città del regno essere adeguata" v. nota precedente
5. ↑  A tale riguardo lo storico Sergio Zaninelli descrive il catasto milanese nell'epoca come "elemento fondamentale del progresso agricolo lombardo del XVIII e XIX secolo, e celebrato per la sua perfezione tecnica" Cfr.  Sergio Zaninelli, Il nuovo censo dello stato di Milano dall'editto del 1718 al 1733, Milano, Vita e pensiero, 1963,  pp. 9-10.
6. ↑  A tale riguardo Aldo Rossi scrive che la città ebbe la possibilità "di disporre di vaste aree urbanizzate, di sistemare le strade (...), di costruire scuole, accademie, giardini; proprio sugli orti di due conventi di suore e su quello del senato sorsero i giardini pubblici." Cfr.  Aldo Rossi, L'architettura della città, Milano, Clup, 1978,  p. 200.
7. ↑  L'idea dell'Antolini rimase però come pura idea formale Cfr.  Aldo Rossi, L'architettura della città, Milano, Clup, 1978,  p. 200.
8. ↑  Occorre ricordare che Milano, all'epoca ha il grande vantaggio di essere l'unica grande città italiana inserita in uno stato moderno v. Dalmasso, p. 137

### Bibliografiche
1. ↑  Balzarini, p. 5.
2. ↑  Balzarini, p. 6.
3. ↑  Balzarini, p. 8.
4. ↑  Fiore, p. 166.
5. ↑  Balzarini, p. 9.
6. ↑  Fiore, p. 169.
7. ↑  Rossi, 2005, pp. 219-220.
8. ↑  Mezzanotte, p. XXVI.
9. ↑  Balzarini, p. 17.
10. ↑  Fiore, p. 172.
11. ↑  Denti, p. 8.
12. ↑  La storia dell'arte, p. 491.
13. ↑  Dezzi Bardeschi, p. 34.
14. ↑  Mezzanotte, p. XLI.
15. ↑  Denti, p. 24.
16. ↑  Brandi, p. 259.
17. ↑  Denti, p. 29.
18. ↑  Brandi, p. 256.
19. ↑  Fiorio, p. 166.
20. ↑  Rossi, 1990, p. 134.
21. ↑  Denti, p. 59.
22. ↑  Fiorio-Terraroli, pp. 56-59.
23. ↑  Fiorio-Terraroli, p. 195.
24. ↑   Carlo Bertelli, Giuliano Briganti, Antonio Giuliano, Storia dell'arte italiana, Milano, Mondadori Electa, 1991,  p. 338.
25. ↑   Marco Rossi, Disegno storico dell'arte lombarda, Milano, Vita e pensiero, 2005,  p. p. 103.
26. 1 2  Coppa, p. 13.
27. 1 2  Terraroli, p. 127.
28. ↑  Denti, p. 109.
29. 1 2  Terraroli, p. 137.
30. ↑  Coppa, p. 16.
31. 1 2  Coppa, p. 21.
32. 1 2  Coppa, p. 15.
33. ↑  Denti, p. 110.
34. 1 2  Terraroli, p. 277.
35. ↑  Coppa, p. 23.
36. ↑  Coppa, p. 25.
37. ↑  Terraroli, p. 142.
38. ↑  Coppa, p. 24.
39. ↑  Coppa, pg. 28.
40. ↑  Mazzocca, p. 53, v. anche introduzione al volume
41. 1 2  Dezzi Bardeschi, p. 50.
42. 1 2  TCI rosso, p. 39.
43. 1 2  Dalmasso, p. 141.
44. 1 2  TCI rosso, p. 40.
45. ↑  v. Accademia di Belle Arti di Brera, Biblioteca Nazionale Braidense, Orto botanico di Brera e Osservatorio astronomico di Brera
46. ↑  TCI rosso, p. 41.
47. ↑  Mazzocca, p. 49.
48. ↑   Aldo Rossi, Il concetto di tradizione nell'architettura neoclassica milanese, in Scritti scelti sull'architettura e la città 1956 - 1972, Milano, Clup, 1975,  pp. 1-24.
49. ↑   Aldo Rossi, L'architettura della città, Milano, Clup, 1978,  p. 199.
50. 1 2  TCI rosso, p. 44.
51. ↑  Dezzi Bardeschi, p. 62.
52. ↑  Mazzocca, p. 67.
53. ↑  Dalmasso, p. 136.
54. ↑  Bossaglia, pp. 12-14.
55. ↑  Gualdoni, p. 35.
56. ↑  Ogliari, p. 9.
57. ↑  Speziali, p. 21.
58. ↑  Ogliari, p. 14.
59. ↑  Ogliari, p. 13.
60. ↑  Grandi, p. 81.
61. ↑  Melano, p. 121.
62. ↑  Grandi, p. 87.
63. ↑   Armando Besio, Neon e soffitti d'autore l'Arengario ritrovato per De Chirico e Picasso, in La Repubblica, 15 maggio 2010,  pp. pp. 14-15.
64. ↑  In Archivi del futurismo regesti raccolti e ordinati da Maria Drudi Gambillo e Teresa Fiori, Roma 1958, p. 63.
65. ↑   Futurismo, in Treccani.it – Enciclopedie on line, Roma, Istituto dell'Enciclopedia Italiana. URL consultato il 14 novembre 2014.
66. ↑   Bucarelli, Palma, NOVECENTO, in Enciclopedia Italiana, Roma, Istituto dell'Enciclopedia Italiana, 1934.
67. ↑  Cattolica, Guida alla Diocesi di Milano, Edizione 2012
68. ↑   Le 10 Chiese più grandi del Mondo - Classifica Ufficiale 2017, su travel365.it. URL consultato il 12 agosto 2017.
69. ↑   Parrocchia di Santa Tecla nel Duomo di Milano, su duomomilano.it. URL consultato il 13 marzo 2015 (archiviato dall'url originale il 30 settembre 2015).
70. ↑  Guida Milano, Touring Club Italiano, 1985, p. 436.
71. ↑  Buratti Mazzotta, p. 173.
72. ↑   Il restauro dell'ultima cena, su storiaolivetti.it. URL consultato il 9 ottobre 2018 (archiviato dall'url originale il 7 aprile 2018).
73. ↑  Della Torre, p. 17.
74. ↑  Brandi, p. 193.
75. ↑  Maria Teresa Florio, Chiese di Milano, sezione Santa Maria alla scala, Electa, Milano, 2006.
76. ↑  Elena Biggi Parodi, Teatro alla Scala 1778: «Europa riconosciuta» inaugura a Milano l'opera europea, in Salieri sulle tracce di Mozart, pp. 35-44.
77. ↑  pagina Archiviato il 14 aprile 2015 in Internet Archive. dedicata al Coro nel sito del teatro.
78. ↑  pagina Archiviato il 22 gennaio 2013 in Internet Archive. dedicata all'Orchestra nel sito del teatro.
79. ↑  pagina Archiviato il 22 gennaio 2013 in Internet Archive. dedicata al Corpo di Ballo nel sito del teatro.
80. ↑  Cfr. il sito filarmonica.it.
81. ↑  Jodice, p. 270.
82. ↑  Gresleri, pp. 57-58.